# Kosowa Niwa
Kosowa Niwa – osada w Polsce, w Polsce w województwie pomorskim, w powiecie chojnickim, w gminie Czersk.
Osada położona jest na obszarze Tucholskiego Parku Krajobrazowego, wchodzi w skład sołectwa Zapędowo.
W latach 1975–1998 miejscowość administracyjnie należała do województwa bydgoskiego.

## Historia
Słownik geograficzny Królestwa Polskiego z roku 1883 wymienia Kosowę Niwę (w niemieckim brzmieniu Kossawoniwo), od r. 1878 Friedenthal, jako królewskie leśnictwo w nadleśnictwie Woziwoda w powiecie chojnickim, nad rzeką Brdą. W leśnictwie był wówczas l dom zamieszkały przez 8 osób. Parafia rzymskokatolicka  w Nowej Cerkwi,  poczta Rytel.